# Lichni
Lichni (Georgisch: ლიხნი; Abchazisch: Лыхны; Russisch: Лыхны) is een dorp in de Georgische autonome en feitelijk afgescheiden republiek Abchazië, gelegen in het district Goedaoeta. Het dorp ligt aan de rivier Chipsta, vier kilometer ten noorden van het bestuurlijke districtscentrum Goedaoeta en staat bekend om een middeleeuwse kathedraal. In het dorp stond ook de zomerresidentie van de prinsen van het Vorstendom Abchazië.

## Toponiem
Het toponiem Lichni komt voor in bronnen uit de 18e eeuw. Historici constateerden dat op de kaart van koning Alexander V van Imeretië uit 1738 de plaats wordt aangegeven met Loghine, wat de Abchaziërs uitspreken als Loechin. In 1834 werd dit door de Russen veranderd in Лыхны (Lychny). Prins Giorgi Sjervasjidze (Sefer Ali-Bey) hernoemde de plaats vervolgens in Souk-su, wat "koel water" betekent, naar de nabijgelegen koele rivier. De Mingreliërs gaven het gebied echter de naam Zoefoe. Vanaf de tweede helft van de 19e eeuw begon het toponiem Souk-su steeds minder in de bronnen voor te komen en maakte het plaats voor de oude naam Lichni.

## Geschiedenis
Archeologische opgravingen in het dorp hebben de overblijfselen van een laat-hellenistische nederzetting blootgelegd, alsmede een nederzetting uit de pre-hellenistische periode. Op de linkeroever van de Chipsta liggen de ruïnes van het Abaata-fort uit de 7e eeuw. Hiervan is bekend dat het 190 bij 110 meter groot was met drie meter dikke muren, gebouwd van kasseien en ruw uitgehouwen blokken op kalksteen.

### Residentie

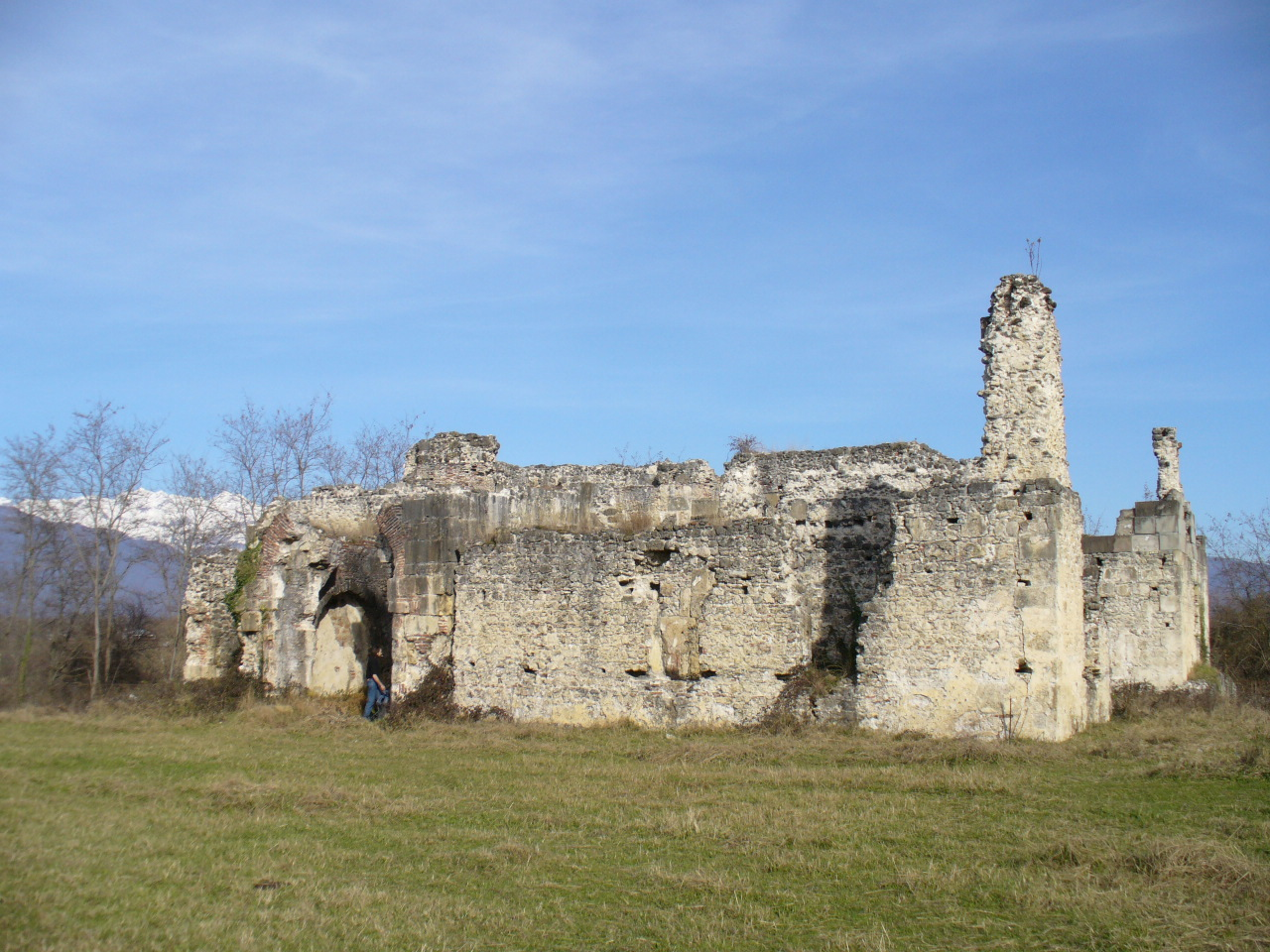
Ruïnes van het prinselijke paleis

Lichni was vanaf de hoge middeleeuwen de residentie van het huis van Sjarvasjidze, dat later over het vorstendom Abchazië heerste. Het paleis van 28 bij 31 meter stond in het midden van het dorp en was twee verdiepingen hoog. Er zijn vele archeologische vondsten gedaan van gebruiksvoorwerpen en schatten die in het Staatsmuseum van Abchazië in Soechoemi liggen. Het paleis is Georgisch cultureel erfgoed. In het dorp staat de goed bewaard gebleven Maagd Mariakathedraal uit de 10e eeuw.
In het verleden werd ook wel aan Lichni gerefereerd met het toponiem Zoefoe (ზუფუ). De Georgische 18e-eeuwse historicus, cartograaf en geograaf Vachoesjti Bagrationi schreef in zijn standaardwerk Beschrijving van het Koninkrijk Georgië hierover: "ten westen van Anakofia ligt het water van Agatso ... Ten westen van het water van Agatso ligt de Zoefoe-rivier ... Zoefoe is als een kleine stad, het huis en de residentie van Sjarvasjidze". De Zoefoe-rivier heet tegenwoordig de Chipsta.

### Dissidentie
Het dorp Lichni was het traditionele centrum van de Abchazische militante democratie. Dit is waar de Abchaziërs eeuwenlang historisch samenkwamen en over de belangrijkste kwesties beslisten. De eerste grote openbare volksbijeenkomst werd gehouden in Lichni in 1861, wat later uitmondde in een anti-Russische opstand op 26 juli 1866. Deze was gericht tegen onder andere het opheffen van het vorstendom Abchazië na de dood van vorst Michael Sjarvasjidze. De directe aanleiding voor de opstand was een poging van de Russische regering om in Abchazië een boerenhervorming door te voeren, vergelijkbaar met een hervorming die in 1861 in Rusland was doorgevoerd.

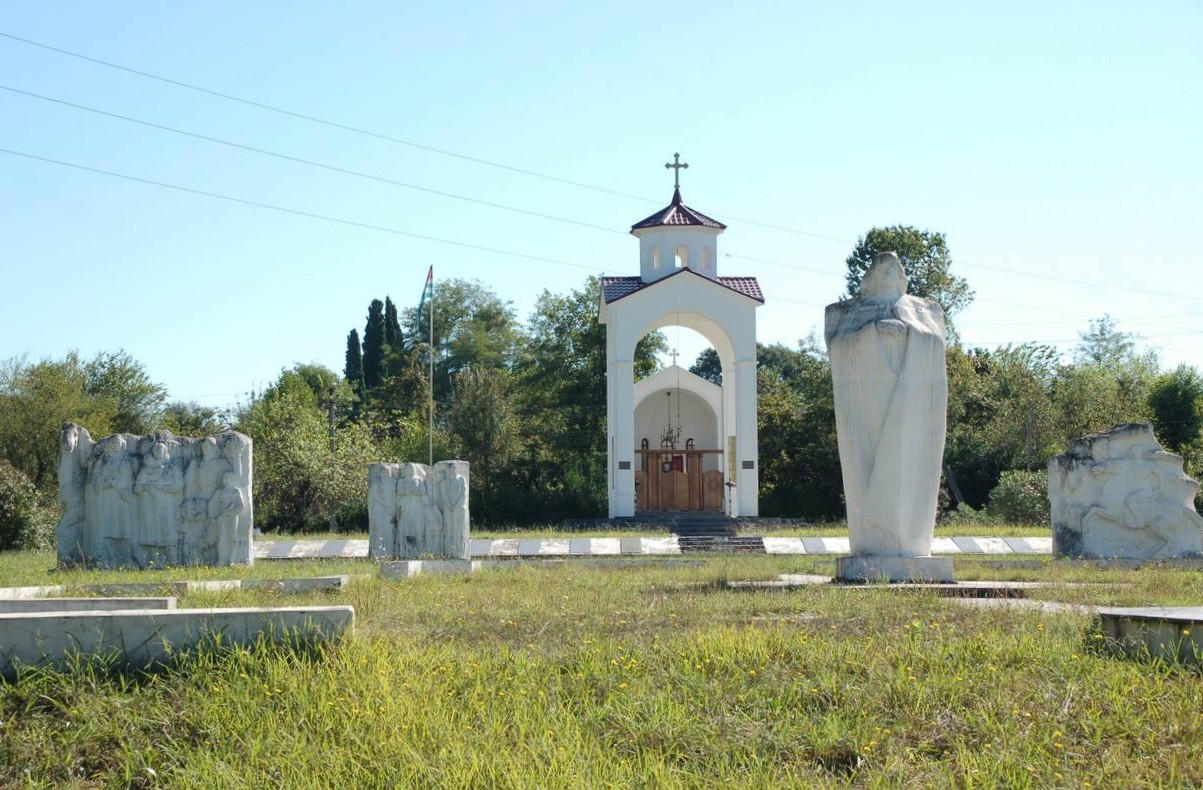
Monument burgeroorlog 1992-1993

De laatste grote bijeenkomst in Lichni vóór de burgeroorlog in Abchazië vond plaats op 18 maart 1989, waar de kwestie van het teruggeven van de volwaardige status van de Sovjetrepubliek aan Abchazië aan de orde kwam, waarmee de Abchaziërs zich dus buiten de Georgische sovjetrepubliek wilden plaatsen. Noch de centrale autoriteiten van de Sovjet-Unie, noch de Georgische sovjetrepubliek steunden dit initiatief. Tienduizenden Abchaziërs waren bij de bijeenkomst.

## Demografie
Volgens de Abchazische volkstelling van 2011 woonden er 5.760 mensen in de dorpsgemeenschap Lichni, bestaande uit Lichni en nog acht dorpen. Hiervan was 92,8% Abchazisch, 3,2% Russisch. Er woonden slechts enkele tientallen Georgiërs. Van deze volkstelling is geen uitsplitsing per dorp openbaar gemaakt. In 1989 had het dorp Lichni 524 inwoners (100% Abchazisch) op een totaal van 8.948 voor de hele doprsgemeenschap. De dorpsgemeenschap was gedurende de hele 20e eeuw dominant Abchazisch bevolkt.
| Lichni (dorp)                                                                                            | -     | -     | 984    | 524    | onbekend |  |  |  |  |  |  |  |  |  |
| Lichni (dorpsgemeenschap)                                                                                | 3.493 | 2.916 | 5.379  | 8.948  | 5.760    |  |  |  |  |  |  |  |  |  |
| |       |       |        |        |          |  |  |  |  |  |  |  |  |  |
| Abchaziërs                                                                                               | 98,6% | 95,3% | [ 12 ] | [ 12 ] | 92,8%    |  |  |  |  |  |  |  |  |  |
| Verantwoording data: 1926-2011. Noot: De Abchazische cijfers vanaf 1994 worden niet erkend door Georgië. |       |       |        |        |          |  |  |  |  |  |  |  |  |  |

## Vervoer
Lichni ligt aan de Georgische nationale route Sh190 en is daarmee rechtstreeks verbonden met Goedaoeta.